# Robert Noehren
Robert Noehren (* 16. Dezember 1910 in Buffalo, New York; † 4. August 2002 in Poway, San Diego County, Kalifornien) war ein US-amerikanischer Organist, Orgelbauer und Musikpädagoge.

## Werk
Noehren nahm in seiner langjährigen Karriere als Konzertorganist mehr als 40 Schallplatten und CDs auf. Für seine Aufnahme von Bachs Triosonaten wurde er mit dem Grand Prix du Disque ausgezeichnet. 1978 war er der erste Empfänger des von der American Guild of Organists vergebenen International Performer of the Year Award. Sein Interesse für historische Orgeln führte ihn nach Frankreich, Deutschland und Holland. Er gründete eine eigene Orgelbaufirma und baute zwanzig große Orgeln, darunter die Orgel für die Cathedral of St. John in Milwaukee, Wisconsin.
Als Musikpädagoge war Noehren am Davidson College und an der University of Michigan aktiv, wo er als Leiter des Orgeldepartments und Universitätsorganist wirkte. Eine Sammlung seiner Essays über den Orgelbau und die Theorie und Praxis des Orgelspiels erschien unter dem Titel An Organist's Reader. Auch als Komponist machte sich der Hindemith-Schüler einen Namen.

## Schriften
- Notes on Bach and the organ of his time. In: Bach. Vol. 26, No. 1/2 (Spring-Summer 1995 Fall-Winter 1995), ISSN 0005-3600, S. 70–83, JSTOR:41640412